# Saltängsgräsfly
Saltängsgräsfly, Mythimna favicolor, är en fjärilsart som beskrevs av Charles Golding Barrett 1896.  Saltängsgräsfly ingår i släktet Mythimna och familjen nattflyn, Noctuidae. Enligt Catalogue of Life är taxonet istället synonymt med Mythimna pallens Arten är ännu inte påträffad i Sverige.